# Noord

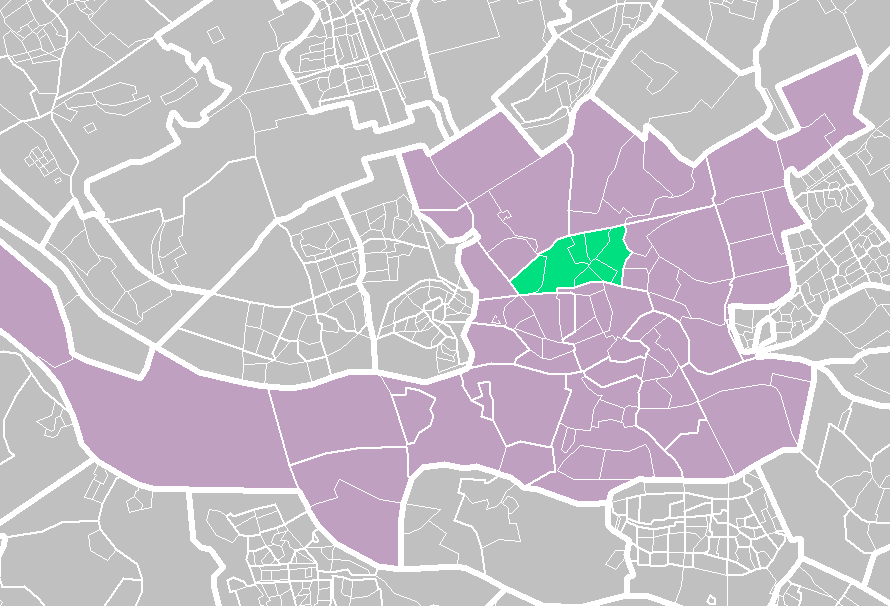
Noords läge i kommunen.

Noord är en av Rotterdams fjorton kommundelar (bestuurscommissiegebieden, till 2014 deelgemeenten) och hade år 2004 51 209 invånare.